# Qinhuai
Qinhuai léase Chin-Juái (en chino, 秦淮区; pinyin, Qínhuái qū) es un distrito urbano bajo la administración directa de la Subprovincia de Nankín en la provincia de Jiangsu, República Popular China. Su área es de 49 km² y su población total para 2012 superó el millón de habitantes.

## Administración
El distrito de Qinhuai se divide en 12 pueblos que se administran en subdistritos.